# محمد إبراهيم لقلقتو
محمد إبراهيم لقلقتو (1921- 1998) قائد عسكري وسياسي صومالي، شغل مناصب عديدة منها منصب سفير لدى الاتحاد السوفيتي ومنصب وزير الزراعة ومنصب رئيس البرلمان وكان شخصية بارزة في عهد الرئيس محمد سياد بري في الصومال.
في عام 1964، انضم لقلقتو إلى الجيش الوطني الصومالي، وفي عام 1969، استولى الجيش على السلطة وعين الرئيس محمد سياد بري لقلقتو سفيراً للصومال لدى الاتحاد السوفييتي (1969-1970)، في الفترة ما بين عامي 1970 و1974 شغل لقلقتو منصب سفير الصومال لدى ألمانيا الغربية، في عام 1974 عُين في منصب وزير الزراعة وشغل المنصب حتى عام 1978، ثم في منصب وزير التجارة وشغل المنصب بين عامي 1978 و1980.